# Johann Hartwig Ernst von Bernstorff
Johann Hartwig Ernst von Bernstorff, född 13 maj 1712 i Hannover, död 18 februari 1772 i Hamburg, var en dansk statsman, farbror till Andreas Peter Bernstorff.
Han fick genom danska släktingar plats vid Kristian VI:s hov, och fick efter hand en rad diplomatiska uppdrag. Mellan 1744 och 1750 var Bernstorff Danmarks sändebud i Paris. Under sin tid i Frankrike knöt han en rad viktiga diplomatiska förbindelser som senare kom att bli viktiga för honom, bland annat med den svenske diplomaten Carl Fredrik Scheffer. Genom traktatet 1749 erhöll Danmark ett starkt stöd från Frankrike, och Bernstorff var en av de drivande bakom 1750 års bytesöverenskommelse med den svenske tronföljaren Adolf Fredrik.
År 1750 kallades Bernstorff till Danmark för att stödja den då sjuke utrikesministern Johan Sigismund Schulin. Schulin avled innan Bernstorff nådde Köpenhamn. I mars 1751 utsågs Bernstorff till ny utrikesminister, ett uppdrag han behöll till 1770. Bernstorffs skickliga diplomati bidrog till att ett neutralt Danmark kunde hålla sig utanför 1750-talets europeiska krig. Krig med Ryssland hotade Danmark efter att Karl Peter Ulrik av Holstein-Gottorp hade blivit rysk kejsare 1762, men krig avvärjdes efter att tsaren avsattes efter några månader.
En bättre relation till efterträdaren, Katarina II, bidrog till att Danmark lämnade sin allians med Frankrike 1765 och i stället ingick ett förbund med Ryssland. År 1767 löstes frågan om Gottorp genom ett fördrag med Ryssland, enligt vilket den Gottorpska delen av Holstein skulle överlämnas åt den danske kungen i utbyte mot Oldenburg och Delmenhorst. För detta belönades Bernstorff genom att upphöjas till danskt länsgrevligt stånd. Efter Kristian VII:s makttillträde 1766 ökade motståndet mot Bernstorffs ryskorienterade politik. Han tvingades avgå från utrikesministerposten i september 1770 och efterträddes då av Struensee.